# Nicolas Guigon
Nicolas Guigon (né le 10 octobre 1980 à Échirolles) est un athlète français spécialiste du saut à la perche. Il a notamment participé aux Jeux olympiques d'été de 2004 à Athènes.

## Palmarès
| Date | Compétition                     | Lieu                 | Résultat | Performance |
| ---- | ------------------------------- | -------------------- | -------- | ----------- |
| 2003 | Championnats de France en salle | Aubière              | 1er      | 5,60 m      |
| 2004 | Championnats de France          | Sotteville-lès-Rouen | 1er      | 5,60 m      |
| 2004 | Jeux olympiques                 | Athènes              | 16q      | 5,30 m      |
| 2006 | Championnats de France          | Tomblaine            | 1er      | 5,30 m      |
| 2007 | Championnats de France en salle | Aubière              | 2e       | 5,60 m      |
| 2007 | Championnats d'Europe en salle  | Birmingham           | 9q       | 5,55 m      |
| 2007 | Championnats de France          | Niort                | 3e       | 5,55 m      |

## Records
| Épreuve                  | Performance | Lieu                  | Date            |
| ------------------------ | ----------- | --------------------- | --------------- |
| Saut à la perche         | 5,75 m      | Reims                 | 21 juillet 2004 |
| Saut à la perche (salle) | 5,65 m      | Carrières-sous-Poissy | 3 février 2007  |